# Мехмед Акиф паша Арнавуд
Мехмед Акиф паша Арнавуд Калканделенли (на турски: Mehmed Akif Paşa Arnavud Kalkandelenli) е османски офицер и чиновник.

## Биография
Роден е в 1822 г. в северозападния македонски град Тетово (на турски Калканделен) и по произход е албанец, затова и носи прякорите Арнавуд (албанец) и Калканделенли (тетовец). Потомък е на Евзи паша и Айрадин паша. Завършва начално образование в Тетово, след това учи в Цариград и става мютесариф в Скопие.
От септември до ноември 1858 година е управител на Босненския еялет.

### Валийство в Солун
Валия е в Солун е от януари 1860 до януари 1865 г. и от юни 1867 до февруари 1869 г. При второто си управление в Солун започва издаването на вилаетския вестник „Солун“, който излиза на четири езика – турски, гръцки, ладински и български. Акиф паша не се поддава на гръцкия аргумент да не се използва българския език, тъй като в Македония имало само българогласни гърци, и в политиката си се отнася благосклонно към българските дела. Сближава се със Стефан Салгънджиев, който учи сина му на български език и е редактор на българската секция в „Солун“.
През февруари 1869 година Акиф паша става управител на Дунавския вилает и остава в Русе до октомври 1870 г.
След Русе отново става валия в Сараево и управлява Босненския вилает от април (или януари) до септември 1871 г.
От април до май 1873 година е валия на Призренския вилает. От май до септември същата година е за трети път управител на Солун, а от ноември (или декември) 1873 до април (или март) 1874 година за трети път е валия в Сараево.
От март 1874 до юни 1875 година е министър на правосъдието.
От юли до ноември 1875 г. е валия в Янина.

### Валийство в Одрин и Априлското въстание
От март до септември 1876 година е валия на Одринския вилает, където го заварва избухването на Априлското въстание. Още преди избухването на въстанието Акиф паша изпраща в Цариград писмени предупреждения до Високата порта, че в България върви подготовка за въстание, и иска изпращането на войски, но Портата не обръща внимание на тези искания. Вече назначен за валия в Одрин, докато е още в Цариград Акиф паша прави постъпки пред военния министър Риза паша и иска войски, но получава отговор: „Засега не е необходимо да се изпращат там войски. Обмислят се мерки за в случай на някое произшествие.“ По-късно разговаря с Махмуд Недим паша и отново настоява да се изпратят войски в Одрин, но получава отговор: „Вие идете, след това ще мислим за необходимото, което трябва да се направи“.
След пристигането си в Одрин, получава нови сведения за готвеното въстание и изпраща до Високата порта ново настояване бъдат изпратени войски, но сигналът е просто препратен до военното министерство (сераскерата). При избухванео на въстанието Акиф паша мобилизира войските във вилаета.
След потушаването на въстанието Акиф паша е обвиняван в жестокости. Генерал Кяни паша, професор и парижки възпитаник, изпратен като държавен инспектор да анкетира дейността на извънредните съдилища в българските земи, обвинява Акиф паша в „див стремеж за изтребление на българите“. По предложение на Акиф паша Ахмед ага Барутанлията е повишен в чин майор и награден с орден „Меджидие“.

### Последни години
От април 1877 до февруари 1878 година е валия на Багдадския вилает. От юни 1878 до март 1881 година е валия на Кония.
От май до ноември 1882 и от декември 1882 до септември 1885 година е председател на Държавния съвет.
От февруари 1886 до декември 1893 година е валия на Островния вилает.